# Stevens Rehen
Stevens Kastrup Rehen (Rio de Janeiro, 1971) é um neurocientista brasileiro.

## Biografia e carreira
Stevens Rehen ONMC, neurocientista no Instituto D'Or de Pesquisa e Educação, na Promega Corporation e no Usona Institute, é reconhecido por seu trabalho nas áreas de células iPS, organoides cerebrais e pesquisa psicodélica, incluindo substâncias como LSD, 5-MeO-DMT e harmina da Ayahuasca. Sua pesquisa evidenciou os efeitos moleculares desses psicodélicos em células cerebrais humanas, destacando especialmente o impacto do LSD em proteínas relacionadas à proteostase celular, ao metabolismo energético e à neuroplasticidade. Os estudos de Rehen sobre o 5-MeO-DMT revelaram mudanças significativas no proteoma de organoides cerebrais humanos, aprimorando nosso entendimento de seu impacto molecular. Além disso, sua pesquisa sobre a harmina da Ayahuasca concentrou-se nos efeitos desta na regulação do transporte axonal de APP em neurônios pelo DYRK1A e na estimulação da proliferação de progenitores neurais humanos. As contribuições de Rehen, incluindo 116 publicações revisadas por pares com 7.600 citações e um índice h de 43, têm grande influência na neurociência, particularmente na biologia básica dos psicodélicos. Reconhecido por sua mentoria, tendo orientado 94 cientistas em vários níveis acadêmicos, foi agraciado, em 2023, com a Ordem Nacional do Mérito Científico pelo presidente Luiz Inácio Lula da Silva, em reconhecimento ao seu trabalho e contribuição do campo científico no país.
Primeiro de quatro filhos de um bancário de ascendência franco-alemã e de uma dona de casa de origem dinamarquesa, Rehen cresceu entre os bairros do Andaraí e Tijuca, na Zona Norte do Rio de Janeiro.
Durante a década de 90, Bitty (apelido pelo qual Stevens é conhecido entre os colegas) integrou a irreverente banda A Mula Rouca, chegando a gravar um CD independente em 1999.
Ao lado da jogadora Marta, de Gilson Schwartz, Nicola Bernardo, Gil Castello Branco, Ângela Gutierrez, Titi Freak e do pianista João Carlos Martins foi indicado em reportagem especial da revista Fora de Série (outubro 2009, jornal Brasil Econômico) como um dos "8 brasileiros que estão moldando positivamente o futuro do país".
Foi considerado pela Revista Época um dos 100 brasileiros mais influentes do ano de 2009.
Em 2011, Stevens Rehen foi novamente considerado pela Revista Época um dos 100 brasileiros mais influentes país.
Publicou textos de opinião e divulgação científica em veículos da imprensa incluindo Folha de S.Paulo, Estado de São Paulo, O Globo, UOL, G1, Instituto Ciência Hoje etc. Participou como entrevistado e/ou divulgador de ciência em diversos programas na TV Globo, Discovery Channel, Futura, TV Brasil, Band e SBT. Participou da idealização de programas sobre ciência e cinema para o Programa Globo News Ciência e Tecnologia. Apresentou por nove meses uma coluna semanal ao vivo sobre ciência na Globo News. É autor de livro publicado para o grande público sobre o tema células-tronco. Realiza palestras no Brasil e no exterior.